# Велика Расіниця
46°11′ пн. ш. 16°37′ сх. д. / 46.18° пн. ш. 16.61° сх. д.
Велика Расіниця (хорв. Velika Rasinjica) — населений пункт у Хорватії, у Копривницько-Крижевецькій жупанії у складі громади Расіня.

## Населення
Населення за даними перепису 2011 року становило 17 осіб.
Динаміка чисельності населення поселення: